# RAGE (関ジャニ∞の曲)
『RAGE』（レイジ）は、関ジャニ∞の楽曲。2014年6月13日に『music.jp』など計4つの配信サイトにて着うたフルが配信され、同年11月5日に7枚目のフル・アルバム『関ジャニズム』の収録曲としてINFINITY RECORDSから発売された。TBS系『TBS Football 2014夏』のテーマソングである。

## 概要
- 作詞・作曲は笹原慎、編曲はPeachが担当。
- 本曲は、2014年に開催されたサッカーの世界選手権大会『2014 FIFAワールドカップ』をTBS系で放映する『TBS Football 2014夏』のテーマソングとして起用された[3][4]。尚、メンバーの村上信五が同局のキャスターを務めた[5]。
- 2014年6月13日に『レコチョク』、『music.jp』、『dwango.jp』、『TBSメロディ』の計4つの配信サイトにて着うたフルが配信された[1]。自身がCD未発売の楽曲を配信でリリースするのは初である[注 1]。
- 同年11月5日に自身7作目のフル・アルバム『関ジャニズム』が発売され[6]、同アルバムに本曲が収録[2]。初のCD化となった[注 2]。

## クレジット
※本曲が収録されたアルバム『関ジャニズム』のクレジットより。

### 作詞・作曲・編曲
- 作詞・作曲：笹原慎
- 編曲：Peach

### 参加ミュージシャン
- Drums：前田遊野
- E.Bass：前原利次
- E.Guitar / G.Guitar / all other instruments：Peach

## タイアップ
- TBS系『TBS Football 2014夏』テーマソング[3][4]

## 収録作品

### アルバム
- 7thアルバム『関ジャニズム』
- 2ndベストアルバム『GR8EST』(201∞限定盤 特典CD)

※メドレーの1曲として収録。

### 映像作品

#### ライブ映像
- 12thライブDVD/Blu-ray『関ジャニズム LIVE TOUR 2014≫2015』
- 16thライブDVD/Blu-ray『関ジャニ'sエイターテインメント』
- 19thライブDVD/Blu-ray『十五祭』
- 20thライブDVD/Blu-ray『KANJANI'S Re:LIVE 8BEAT』